# 1484
1484. је била проста година.

## Смрти
- Википедија:Непознат датум — Блажени Исидор Јуродиви - хришћански светитељ.